# Antón Gómez-Reino
Antonio Gómez-Reino Varela (Madrid, 7 de marzo de 1980) es un político, profesional, consultor y activista social gallego, diputado de la XI, XII, XIII y XIV legislaturas de las Cortes Generales.
Con estudios de Sociología y en Educación y Salud Ambiental, desempeñó diferentes tareas de responsabilidad y representación institucional destacando entre ellas la de Presidente de la Comisión de Trabajo, Seguridad social y Migraciones del Congreso de los Diputados, la de Vicepresidente de la Comisión de Asuntos Exteriores y la de Vicepresidente de la Comisión Constitucional.
Muy activo en política internacional y en materias relacionadas con las relaciones internacionales, el multilateralismo y la diplomacia parlamentaria, ha sido portavoz de la Comisión de relaciones con la Unión Europea, miembro de la COSAC, así como en el ámbito de las delegaciones internacionales del Congreso, titular de las delegaciones ante la OSCE, el Consejo de Europa y la UIP y diputado en las asambleas parlamentarias de ambas organizaciones multilaterales, la OSCE y el Consejo de Europa entre 2019 y 2023. Fue responsable de relaciones con América Latina en la ejecutiva de su organización, Podemos.
Ha ejercido también la portavocia de su grupo parlamentario en las Comisiones de Agricultura y Pesca durante cuatro legislaturas, portavoz de la Comisión de Industria y Comercio y de la Comisión de Transición Ecológica y del Reto Demográfico.
Fue también en diversas fases, portavoz general adjunto en el Congreso del grupo Parlamentario de Unidas Podemos-En Comú Podem-En Marea primero y del Grupo parlamentario Unidas Podemos-En Comú Podem-Galicia en Común después.
Fue uno de los firmantes iniciales del Manifiesto Mover Ficha que alumbró la irrupción de Podemos en 2014 y entre 2019 y 2022 fue Secretario General de Podemos Galicia. Fue asimismo unos de los promotores del movimiento de las Mareas que consiguió llegar a la alcaldía de A Coruña en el 2015 llegando a ser también gobierno en ciudades como Santiago de Compostela o Ferrol. 

## Representación en organismos internacionales. OSCE, Consejo de Europa, COSAC, UIP.
Ha sido miembro de la Asamblea Parlamentaria del Consejo de Europa, participando activamente del Committee on Social Affairs, Health and Sustainable Development y liderando numerosas iniciativas para el pleno del Consejo sobre temas como cambio climático y transición energética justa (“Analysis and guidelines for a sustainable and socially fair energy transition”), cambio climático y sus consecuencias geopolíticas (con iniciativas sobre el deshielo del Ártico), Inteligencia artificial y mercado laboral (“Impact of artificial intelligence on the labour market”), salud mental y trabajo (“Impact of job insecurity on the mental health of the population” ) o derecho a la vivienda a nivel europeo (“Analysis and guidelines to guarantee the right to housing and to decent housing” ). 
Así mismo ha sido miembro activo de la asamblea parlamentaria de la OSCE PA desarrollando su trabajo en la Comisión Economic affairs, Science, Technology and Environment y jugando un papel activo en defensa de salidas diplomáticas y negociadas a las tensiones en el Cáucaso y concretamente en el Alto Karabaj, a la guerra en Ucrania, o llevando a la asamblea OSCE diferentes posiciones sobre la relación entre cambio climático y riesgos geopolíticos para la paz y la seguridad en el Atlántico Norte.  
Ha ejercido asimismo como miembro de la delegación española ante la Unión Interparlamentaria. La UIP es el principal interlocutor parlamentario de las Naciones Unidas y lleva voz de los parlamentos a los procesos de toma de decisiones de las Naciones Unidas, presentando regularmente sus resoluciones a la Asamblea General. Ha participado como delegado o panelista en eventos de la UIP como la Conferencia de Naciones Unidas sobre los Océanos, el Foro Global IPU de jóvenes parlamentarios, la Conferencia COP23 en Bonn o el Foro parlamentario anual ante la ONU de 2019. 

## Observación electoral, diplomacia parlamentaria y delegaciones internacionales bilaterales.
En el marco de misiones de observación electoral del Consejo de Europa, de la OSCE y de Odhir ha sido miembro de las misiones, así como de sus evaluaciones e informes postlelectorales en las elecciones legislativas en Marruecos, Bosnia y Herzegovina y Kirguistán, en las elecciones presidenciales en Turquía, así como en misiones autorizadas por las autoridades electorales nacionales en las elecciones presidenciales en Perú, México, Ecuador, Colombia o Bolivia.
Con experiencia en áreas geopolíticas como América Latina, Europa, Oriente Medio, Balcanes, Cáucaso, Asia central o China ha sido miembro de misiones oficiales en países de como Líbano, Irak, Palestina, Israel (Oriente Medio), Kirguistán, Turkemistan (Asia Central), Bosnia y Herzegovina, Serbia, Croacia (Balcanes), Georgia, Armenia, Alto Karabaj (Cáucaso), China o, en América del Norte Canadá y Estados Unidos.
Con experiencia en política europea ha sido miembro de diferentes comisiones y encuentros bilaterales en múltiples países miembros o aspirantes de la Unión Europea (Francia, Italia, Alemania, Grecia, Portugal, Finlandia, Bulgaria, Suecia o Moldavia).

## Presidente de la Comisión de Trabajo del Congreso
Durante su mandato como presidente de la Comisión de Trabajo del Congreso se tramitaron y aprobaron relevantes normas como la conocida como Reforma Laboral o Real Decreto-ley 32/2021, de 28 de diciembre, de medidas urgentes para la reforma laboral, la garantía de la estabilidad en el empleo y la transformación del mercado de trabajo, el Real Decreto-ley 20/2020, de 29 de mayo, por el que se establece el Ingreso Mínimo Vital o algunos de los ERTES para combatir la situación generada con el Covid-19.

## Ponencias	relevantes
Ha participado de la elaboración y aprobación de numerosas leyes e informes de ponencia sobre temas relevantes (Brexit, Presidencia española UE, o normas dirigidas a sectores productivos industriales o primarios) entre ellas:
- Ponente Subcomisión sobre el despliegue e instalación de infraestructuras de recarga eléctrica y de hidrógeno y su impacto en la industria de automoción en España (154/14) desde el 13/09/2022 al 30/05/2023
- Ponente Ponencia relativa a la Conferencia sobre el Futuro de Europa (154/2) desde el 17/11/2020 al 02/11/2022
- Ponente Ponencia para el estudio de las consecuencias derivadas de la salida del Reino Unido de la Unión Europea el 1 de febrero de 2020 y la futura relación con dicho Estado (154/1) desde el 14/09/2021 al 16/11/2021
- Ponente Ponencia para participar en la preparación de la presidencia española del Consejo de la Unión Europea durante el segundo semestre de 2023 (154/13) desde el 20/09/2022 al 09/05/2023
- Ponente Ponencia del Proyecto de Ley de pesca sostenible e investigación pesquera (121/102) desde el 26/10/2022 al 14/12/2022
- Ponente Ponencia encargada de las relaciones con el Consejo de Seguridad Nuclear desde el 23/09/2021 al 30/05/2023
- Ponente Ponencia del Proyecto de Ley por la que se actúa sobre la retribución del CO2 no emitido del mercado eléctrico (121/65) desde el 07/06/2022 al 21/06/2022

- Ponente Ponencia de la Proposición de Ley de reforma de la Ley 9/1968, de 5 de abril, sobre secretos oficiales (122/21). desde el 28/06/2018 al 05/03/2019

## Más sobre su trayectoria profesional.
Ha coordinado y dirigido numerosas campañas electorales en diferentes ámbitos institucionales.
Ha desarrollado labores profesionales en diversos ámbitos, desde el sector agroalimentario y ganadero en Galicia trabajando en el Laboratorio interprofesional Galego de Análise do Leite (LIGAL , a la economía social y el urbanismo participativo y sostenible en la cooperativa Habitat Social, pasando por la cooperación internacional o la educación ambiental en el Centro de Extensión Universitaria e Divulgación Ambiental de Galicia, CEIDA.
Ha hecho traducciones de diferentes publicaciones y textos tanto en italiano como en portugués. Singularmente ha sido el traductor de la obra “Lula y Dilma, diez años de Gobiernos posneoliberales en Brasil” sobre la década de gobiernos de los presidentes de la República de Brasil, Lula Da Silva y la actual presidenta del banco de los BRICS, Dilma Roussef.
Ha publicado y colaborado con diversos medios de comunicación, desde El Pais, Público , El Diario, La Opinión de La Coruña o La Voz de Galicia.
Montaña, alpinismo y actividad deportiva.
Vinculado a la actividad deportiva en el medio natural es Guía de Excursionismo y Montaña y ha participado de diferentes rutas, ascensiones y expediciones en diferentes cadenas montañosas, desde los Alpes a los Andes o el círculo polar ártico.